# O Estranho Mundo de Zé do Caixão
O Estranho Mundo de Zé do Caixão és una pel·lícula d'antologia de terror brasilera del 1968 dirigida per José Mojica Marins, que també interpreta el seu alter ego Zé do Caixão (traduïble al català com "Pep del Taüt"). La pel·lícula és una col·lecció de tres curtmetratges titulats O Fabricante de Bonecas, Tara, i Ideologia. Zé només apareix breument en el paper d'un amfitrió de terror, introduint els segments, i la pel·lícula no forma part de la trilogia (À Meia-Noite Levarei Sua Alma, Esta Noite Encarnarei no Teu Cadáver i Encarnação do Demônio). La cançó del títol semblant a l'himne va ser escrita per Marins, i interpretada per Edson Lopes i la banda brasilera de samba Titulares do Ritmo.

## Segments i repartiment

### O Fabricante de Bonecas
Una història sobre un fabricant de nines local que és molt popular per les nines realistes, fetes per les seves quatre belles filles. Un grup de lladres, en sentir que el fabricant de nines no guarda els seus diners en un banc, procedeix a atacar el vell a la seva botiga. El fabricant de nines sembla desmaiar-se durant l'atac i els atacants intenten violar les seves seductores filles. Resistents al principi, cadascuna de les dones comença a notar els "bells ulls" dels atacants i a acceptar i fins i tot animar els seus avenços. Quan el fabricant de nines recuperat apareix a l'habitació, cada filla s'acomiada ràpidament i en silenci dels seus atacants, deixant-los ser disparats i assassinats pel seu pare. Les escenes següents revelen que aquesta és la tècnica mitjançant la qual el fabricant de nines aconsegueix els ulls realistes per a les seves nines. (18 minuts)
Repartiment: Vany Miller, Veronica Krimann, Paula Ramos, Esmeralda Ruchel, Luís Sérgio Person,
Mário Lima, Rosalvo Caçador, Toni Cardi, Messias de Mello, Leila de Oliveira.

### Tara
Un venedor de globus pobre i poc atractiu amb un fetitxisme dels peus s'obsessiona amb una bella dona que veu passar cada dia. Comença a seguir-la i observar les seves activitats, quan, veient el seu casament, la troba assassinada. Després de ser rebutjat del seu funeral, més tard torna i irromp al mausoleu on es col·loca el seu taüt. Obrint el taüt, li treu el vestit de núvia d'enterrament, manté sexe amb el cos i fa fetitxisme dels peus. Després de reparar-la, li col·loca un parell de sabates noves i boniques als peus, sabates que el venedor de globus va conservar després que les deixés caure mentre comprava, amb l'esperança de tornar-les-les un dia.
Repartiment: George Michel Serkeis, Iris Bruzzi, Arnaldo Brasil, Ana Maria, Pontes Santos,
Antonia Siqueira, Guilermina Martins, Wilson dos Santos, Bettyr Dorffer, Luis Carlos Vianna.

### Ideologia
El professor psicòtic Oãxiac Odéz (José Mojica Marins) convida un professor rival i la seva dona a casa seva, després els empresona i els sotmet a una sèrie de proves sàdiques, fam i exhibicions de rituals impactants que impliquen sadisme i canibalisme, en un intent de demostrar que l'instint supera la raó i l'amor. (34 minuts)
Repartiment: José Mojica Marins, Osvaldo de Souza, Nidi Reis, Nivaldo de Lima, Salvador do Amaral, Kátia Dumont, Dario Santos,
Carla Sotis, Jean Silva (Garret), Palito, Laércio Laurelli (doblant la veu de José Mojica Marins).